# タンザニア野生生物研究所
タンザニア野生生物研究所（タンザニアやせいせいぶつけんきゅうしょ、Tanzania Wildlife Research Institute、TAWIRI）は、タンザニアの野生生物研究を組織する国営機関でタンザニア天然資源観光省の管轄下にある。